# Benalauría
Benalauría là một đô thị trong tỉnh Málaga, cộng đồng tự trị Andalusia Tây Ban Nha. Đô thị này có diện tích là 19,75 kilômét vuông, dân số năm 2018 là 443 người với mật độ 0,22 người/km². Đô thị này có cự ly km so với tỉnh lỵ Málaga.